# Abraham (kagan awarski)
Abraham – kagan awarski od 805 roku.
Latem 805 roku pojawiła się na dworze cesarza Franków Karola Wielkiego delegacja z prośbą o przywrócenie najwyższej władzy kaganowi zgodnie z dawną tradycją. Awarowie, prawdopodobnie zagrożeni przez Słowian, podjęli tym samym próbę konsolidacji resztek swego państwa. Z powodu długoletnich waśni nie byli w stanie reaktywować systemu władzy własnymi siłami. Ponieważ w tym czasie nie stanowili już dla Franków żadnego zagrożenia, cesarz wyraził zgodę. Kagan został ochrzczony 21 września i przyjął imię Abraham.
Nie wiemy nawet, czy sprawował on władzę jeszcze w 811 roku, kiedy cesarz interweniował w walki awarsko-słowiańskie, wzywając przywódców obydwu plemion do Akwizgranu.